# Ampullaviridae
Ampullaviridae ist die Bezeichnung einer Familie von Viren mit einem linearen Doppelstrang-DNA-Genom, die Archaeen der Gattung Acidianus (Thermoprotei-Familie Sulfolobaceae) infizieren.
Bisher ist vom International Committee on Taxonomy of Viruses (ICTV) in dieser Familie nur die einzige Gattung Bottigliavirus (früher Ampullavirus) bestätigt, anfänglich mit der Spezies (Art)  Bottigliavirus pozzuoliense (früher Bottigliavirus ABV, mit dem Acidianus bottle-shaped virus).

## Etymologie
Der Name der Familie ist vom lateinischen Wort für Flasche, ampulla abgeleitet; der Name der Gattung stammt vom italienischen Wort für Flasche, bottiglia. 
Dies weist darauf hin, dass die Virionen die Form einer Flasche haben und die Familie erstmals bei einer Untersuchung der mikrobiellen Flora von heißen Quellen in Italien beschrieben wurde.

## Aufbau und Genom

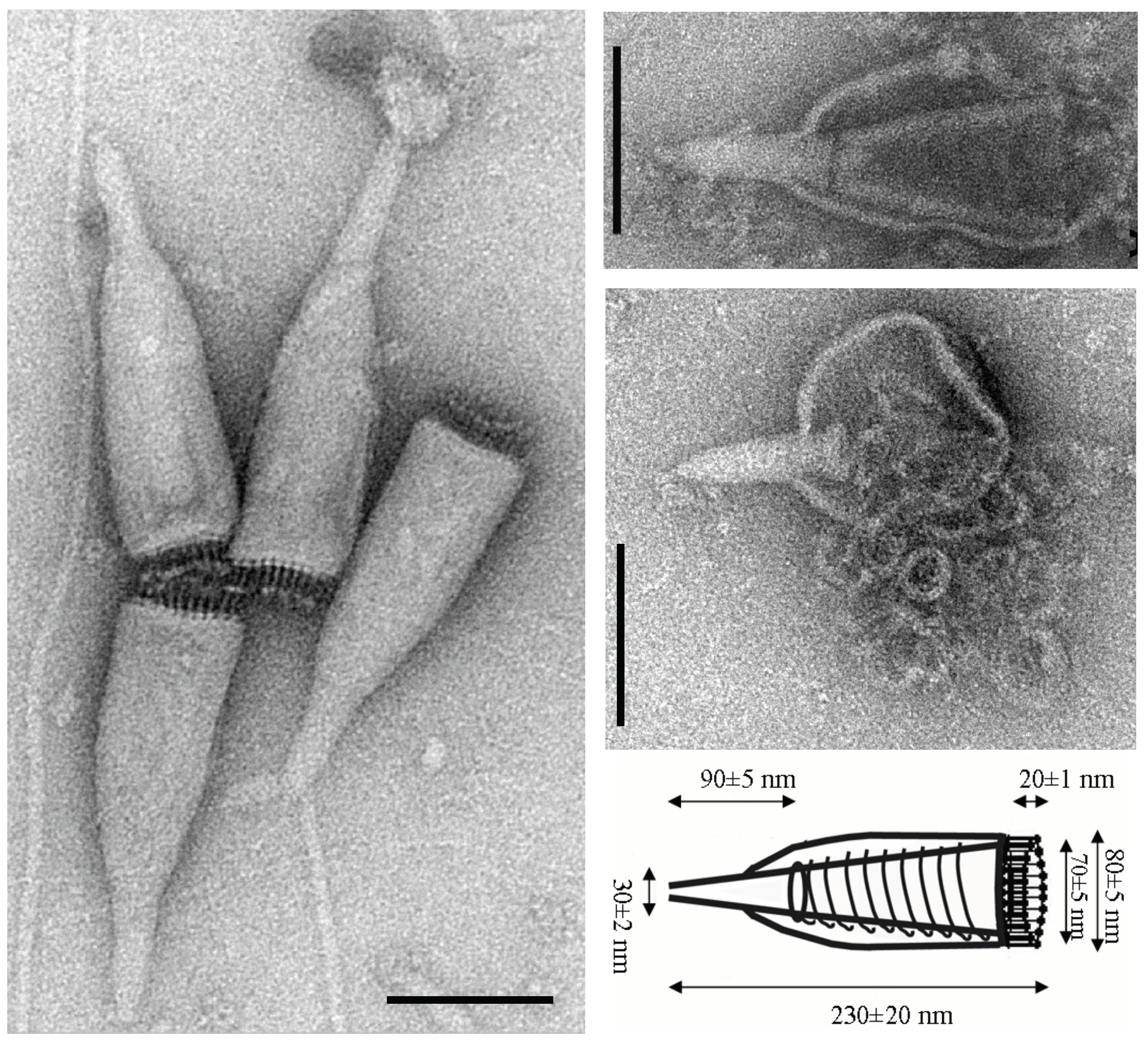
Negativ-Kontrast.EM-Aufnahme von ursprünglichen (links) und teilweise degradierten Virionen von ABV. Rechts unten Schemazeichnung nach Häring et al. (2005).

Ampullaviren haben eine sehr spezifische Morphologie. Die Virionen (Virusteilchen) sind flaschenförmig mit einem schmalen Ende auf der einen Seite, wobei sich die Gestalt zum anderen Ende fließend erweitert.
Die Gesamtlänge beträgt etwa 230 nm bei einer Breite (am weiten Ende) von etwa 75 nm.
Das schmale Ende ragt über die Virushülle hinaus und dient wahrscheinlich der Injektion der viralen DNA in Wirtszellen.
Das breite Ende besitzt etwa 20 dünne Filamente, die regelmäßig in einem Ring verteilt sind.
Im Inneren der Hülle befindet sich eine trichterförmige Proteinhülle, die die virale DNA beherbergt.
Das Genom der Ampullaviren ist unsegmentiert (monopartit) und besteht aus einem linearen doppelsträngigen DNA-Molekül mit einer Länge von etwa 23,8 kbp (Kilobasenpaaren).
Es enthält schätzungsweise 56 oder 57 offene Leserahmen (en. Open Reading Frames, ORFs), die für mindestens sechs Strukturproteine kodieren.

## Reproduktionszyklus
Die virale Replikation erfolgt im Zytoplasma der Wirtszelle.
Der Eintritt in die Wirtszelle erfolgt nach die Anheftung des Virus an die Wirtszelle.
Die Transkription erfolgt durch Ablesen des dsDNA-Genoms (en. DNA templated transcription).
Als natürlicher Wirt dienen Archaeen der Gattung Acidianus. (Crenarchaeota)
Die Übertragung der Virusteilchen geschieht durch passive Diffusion.

## Systematik
Die innere Systematik der Familie ist mit Stand Mai 2024 nach ICTV und NCBI wie folgt:
Familie: Ampullaviridae
- Gattung: Bottigliavirus (früher Ampullavirus)
  - Spezies: Bottigliavirus krisuvikense (früher Bottigliavirus ABV3) mit Acidianus bottle-shaped virus 3 [strain ABV3] (ABV3)[12]
  - Spezies: Bottigliavirus pozzuoliense (früher Bottigliavirus ABV, ehem. Typus) mit Acidianus bottle-shaped virus (ABV)
  - Spezies: Bottigliavirus puteoliense (früher Bottigliavirus ABV2) mit Acidianus bottle-shaped virus 2 [strain ABV2] (ABV2)[13]

Bezüglich der äußeren Systematik schlugen Kim et al. (2019) folgendes Kladogramm vor (vereinfacht):
|  | Salasmaviridae: Picovirinae                            |
|  |                                                        |
|  | Tectiviridae (monoderm hosts: Gram-positive Bakterien) |
|  |                                                        |

|  | Tectiviridae (diderm hosts: Gram-negative Bakterien) |
|  |                                                      |
|  | Autolykiviridae                                      |
|  |                                                      |

|  | Salasmaviridae: Picovirinae                            |
|  |                                                        |
|  | Tectiviridae (monoderm hosts: Gram-positive Bakterien) |
|  |                                                        |

|  | Tectiviridae (diderm hosts: Gram-negative Bakterien) |
|  |                                                      |
|  | Autolykiviridae                                      |
|  |                                                      |

|  | Salasmaviridae: Picovirinae                            |
|  |                                                        |
|  | Tectiviridae (monoderm hosts: Gram-positive Bakterien) |
|  |                                                        |

|  | Tectiviridae (diderm hosts: Gram-negative Bakterien) |
|  |                                                      |
|  | Autolykiviridae                                      |
|  |                                                      |

|  | Salasmaviridae: Picovirinae                            |
|  |                                                        |
|  | Tectiviridae (monoderm hosts: Gram-positive Bakterien) |
|  |                                                        |

|  | Tectiviridae (diderm hosts: Gram-negative Bakterien) |
|  |                                                      |
|  | Autolykiviridae                                      |
|  |                                                      |

|  | Thaspiviridae: Nitmarvirus (Stämme Nitrosopumilus spindle-shaped virus 1,2 und 3; NSV1–3)                                         |
|  | |
|  | \| \| Halspiviridae: Salterprovirus (His 1 virus) \| \| \| \| \| \| Pleolipoviridae: Gammapleolipovirus (His 2 virus) \| \| \| \| |
|  | |
|  | Halspiviridae: Salterprovirus (His 1 virus)                                                                                       |
|  | |
|  | Pleolipoviridae: Gammapleolipovirus (His 2 virus)                                                                                 |
|  | |

|  | Halspiviridae: Salterprovirus (His 1 virus)       |
|  |                                                   |
|  | Pleolipoviridae: Gammapleolipovirus (His 2 virus) |
|  |                                                   |

|  | Thaspiviridae: Nitmarvirus (Stämme Nitrosopumilus spindle-shaped virus 1,2 und 3; NSV1–3)                                         |
|  | |
|  | \| \| Halspiviridae: Salterprovirus (His 1 virus) \| \| \| \| \| \| Pleolipoviridae: Gammapleolipovirus (His 2 virus) \| \| \| \| |
|  | |
|  | Halspiviridae: Salterprovirus (His 1 virus)                                                                                       |
|  | |
|  | Pleolipoviridae: Gammapleolipovirus (His 2 virus)                                                                                 |
|  | |

|  | Halspiviridae: Salterprovirus (His 1 virus)       |
|  |                                                   |
|  | Pleolipoviridae: Gammapleolipovirus (His 2 virus) |
|  |                                                   |

|  | Salasmaviridae: Picovirinae                            |
|  |                                                        |
|  | Tectiviridae (monoderm hosts: Gram-positive Bakterien) |
|  |                                                        |

|  | Tectiviridae (diderm hosts: Gram-negative Bakterien) |
|  |                                                      |
|  | Autolykiviridae                                      |
|  |                                                      |

|  | Salasmaviridae: Picovirinae                            |
|  |                                                        |
|  | Tectiviridae (monoderm hosts: Gram-positive Bakterien) |
|  |                                                        |

|  | Tectiviridae (diderm hosts: Gram-negative Bakterien) |
|  |                                                      |
|  | Autolykiviridae                                      |
|  |                                                      |

|  | Salasmaviridae: Picovirinae                            |
|  |                                                        |
|  | Tectiviridae (monoderm hosts: Gram-positive Bakterien) |
|  |                                                        |

|  | Tectiviridae (diderm hosts: Gram-negative Bakterien) |
|  |                                                      |
|  | Autolykiviridae                                      |
|  |                                                      |

|  | Salasmaviridae: Picovirinae                            |
|  |                                                        |
|  | Tectiviridae (monoderm hosts: Gram-positive Bakterien) |
|  |                                                        |

|  | Tectiviridae (diderm hosts: Gram-negative Bakterien) |
|  |                                                      |
|  | Autolykiviridae                                      |
|  |                                                      |

|  | Thaspiviridae: Nitmarvirus (Stämme Nitrosopumilus spindle-shaped virus 1,2 und 3; NSV1–3)                                         |
|  | |
|  | \| \| Halspiviridae: Salterprovirus (His 1 virus) \| \| \| \| \| \| Pleolipoviridae: Gammapleolipovirus (His 2 virus) \| \| \| \| |
|  | |
|  | Halspiviridae: Salterprovirus (His 1 virus)                                                                                       |
|  | |
|  | Pleolipoviridae: Gammapleolipovirus (His 2 virus)                                                                                 |
|  | |

|  | Halspiviridae: Salterprovirus (His 1 virus)       |
|  |                                                   |
|  | Pleolipoviridae: Gammapleolipovirus (His 2 virus) |
|  |                                                   |

|  | Thaspiviridae: Nitmarvirus (Stämme Nitrosopumilus spindle-shaped virus 1,2 und 3; NSV1–3)                                         |
|  | |
|  | \| \| Halspiviridae: Salterprovirus (His 1 virus) \| \| \| \| \| \| Pleolipoviridae: Gammapleolipovirus (His 2 virus) \| \| \| \| |
|  | |
|  | Halspiviridae: Salterprovirus (His 1 virus)                                                                                       |
|  | |
|  | Pleolipoviridae: Gammapleolipovirus (His 2 virus)                                                                                 |
|  | |

|  | Halspiviridae: Salterprovirus (His 1 virus)       |
|  |                                                   |
|  | Pleolipoviridae: Gammapleolipovirus (His 2 virus) |
|  |                                                   |

Anmerkung: Die Picovirinae wurden zwischenzeitlich vom ICTV von der ehemaligen Familie Podoviridae in die neue Familie Salasmaviridae verschoben.